# 아래입술내림근
아래입술내림근 또는 하순하체근은 아래턱뼈에서 일어나 ‘하순’으로 닿아 하순을 내리는 얼굴 근육이다.

## 같이 보기
- 얼굴근육
- 입꼬리내림근